# كوت درمور (إقليم فرنسي)

موقع بلدية كوت درمور

كوت درمور أو كُت دَرمُور (بالفرنسية: Côtes-d'Armor)‏ هو إقليم فرنسي في شمال منطقة بروتاني، يقع في شمال غرب فرنسا، عاصمته سانت بيروك وأكبر مدينة في الإقليم والمدن الرئيسية الأخرى هي: دينان، غانغان، لانيون. وتبلغ مساحة البلدية حوالي 6,878 كيلومتر مربع، ويبلغ عدد سكان البلدية وفقا لإحصاء عام 2021 حوالي 605,917 نسمة.

## تاريخ المدينة
كان اسم بلدية كوت درمود في السابق كوتس دو نورد، حيث كانت واحدة من بين 83 بلدية أنشئت وسميت خلال الثورة الفرنسية يوم 4 مارس 1790. أنشئت من بعد اقتطاع جزء من بلدية بريتاني لتصبح بلدية مستقلة بنفسها. تم تغيير اسمها في عام 1990 إلى كوت درمور، كما أن اسم المدينة لديه دلالات تاريخية تشير إلى أنها كانت مقاطعة رومانية من بلدة أرموريكا وهي إحدى بلدات بلدية كوت درمور.

## جغرافية المدينة
تعد بلدية كوت درمور جزء من المنطقة الإدارية الحالية لبلدية بريتاني، ويحيط بها بلديات فينستر، موربيهان، ايليت فيلان، وكما يحدها القنال الإنجليزي من جهة الشمال.

## التركيبة السكانية
يطلق على سكان بلدية كوت درمور اسم كوستار موريكاينس (Costarmoricains).

## سياسة المدينة
كانت مدينة كوت درمور تابعة لليساريين الفرنسيين، وكانوا في مواجهة دائمة مع اليمينيين الفرنسيين في مدينة بريتاني، وكانت تشتهر مدينة بريتاني بمعاداتها لليساريين وارتباطها القوي والمتين برجال الدين، ويرجع قوة التنافس والخصومة بين المدينتين إلى معادات مدينة كوت درمور لرجال الدين.

## معرض صور

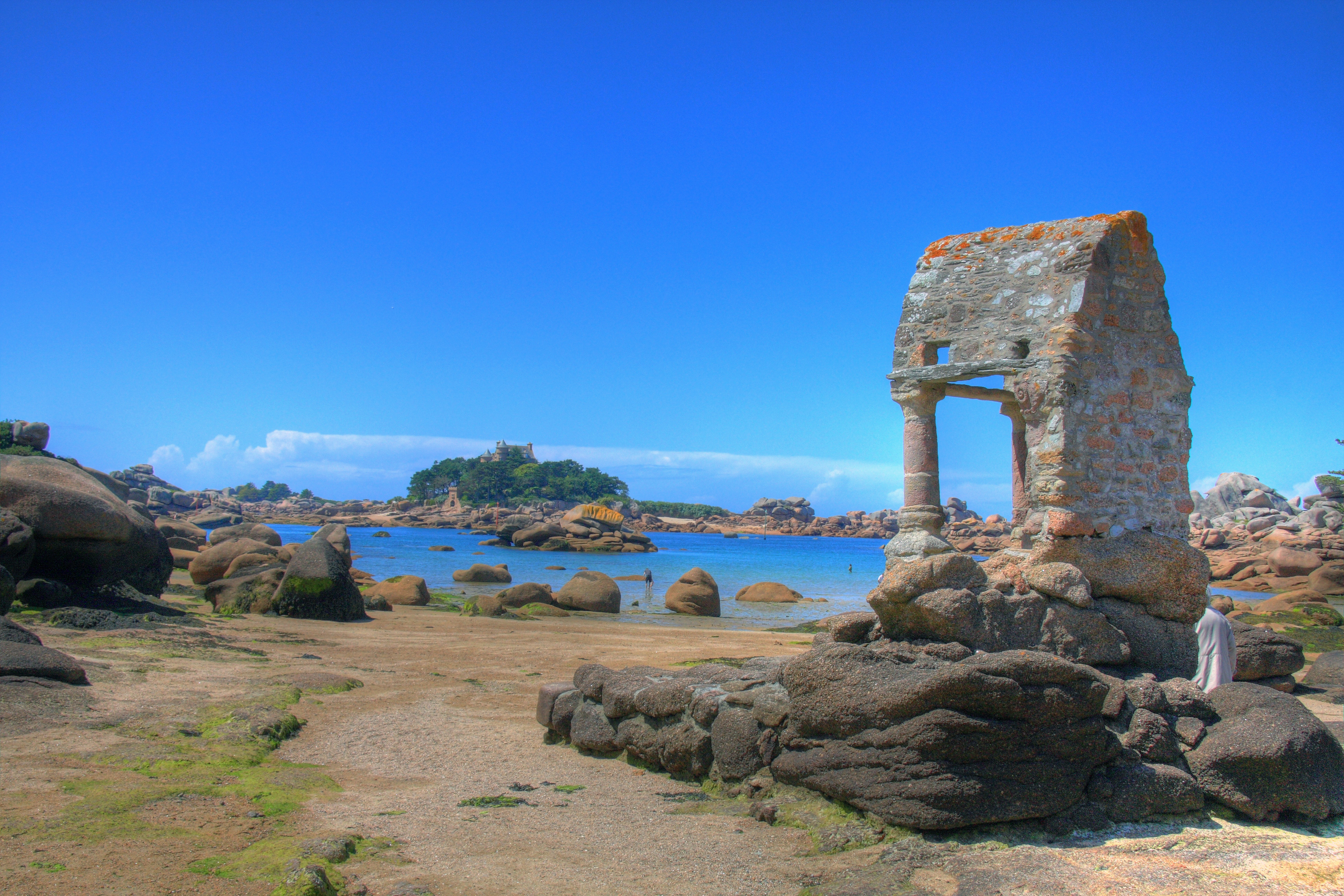
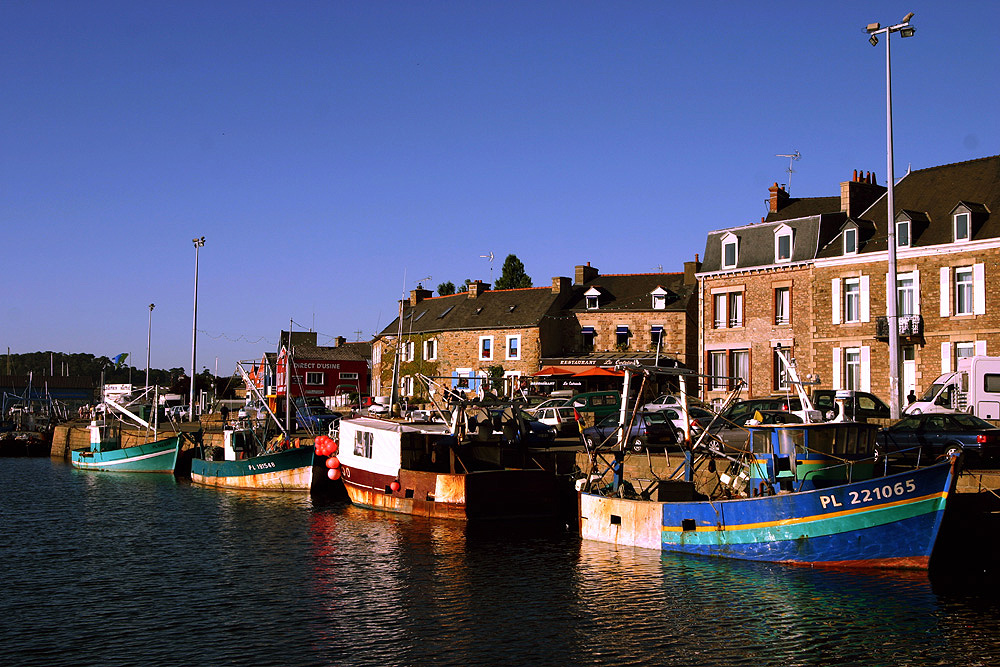
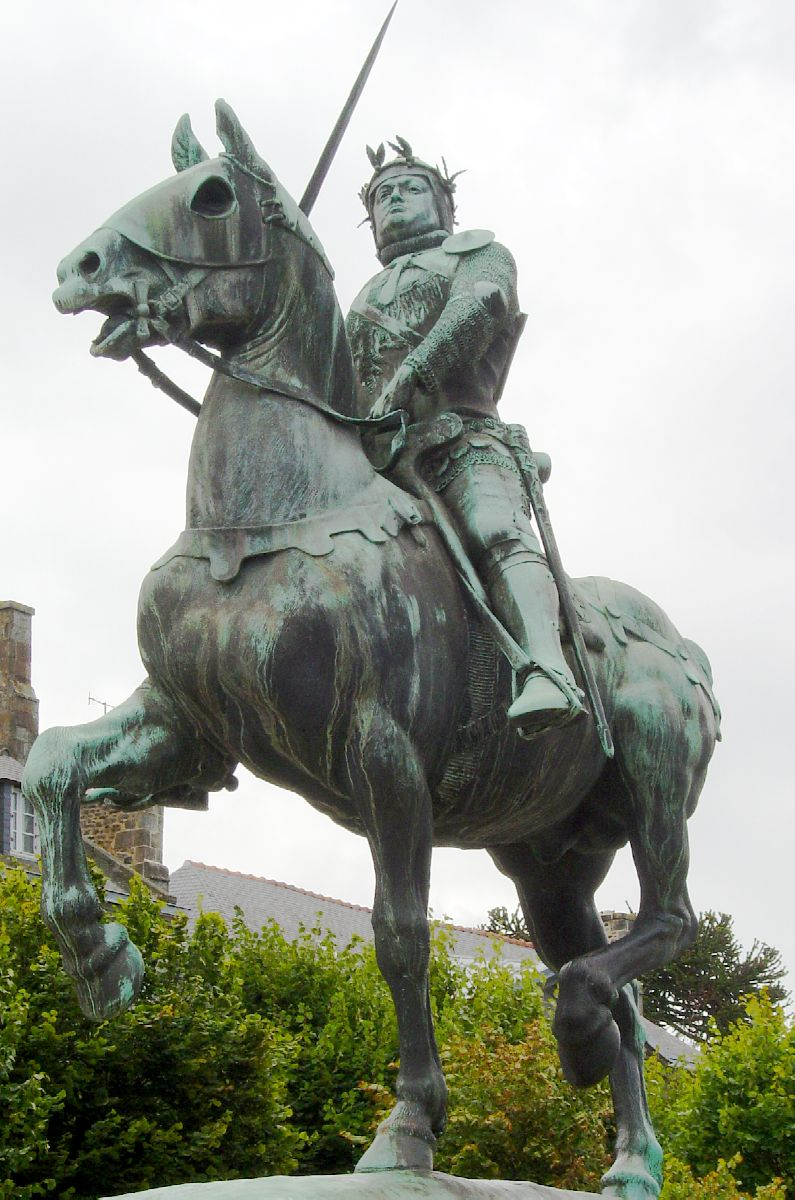
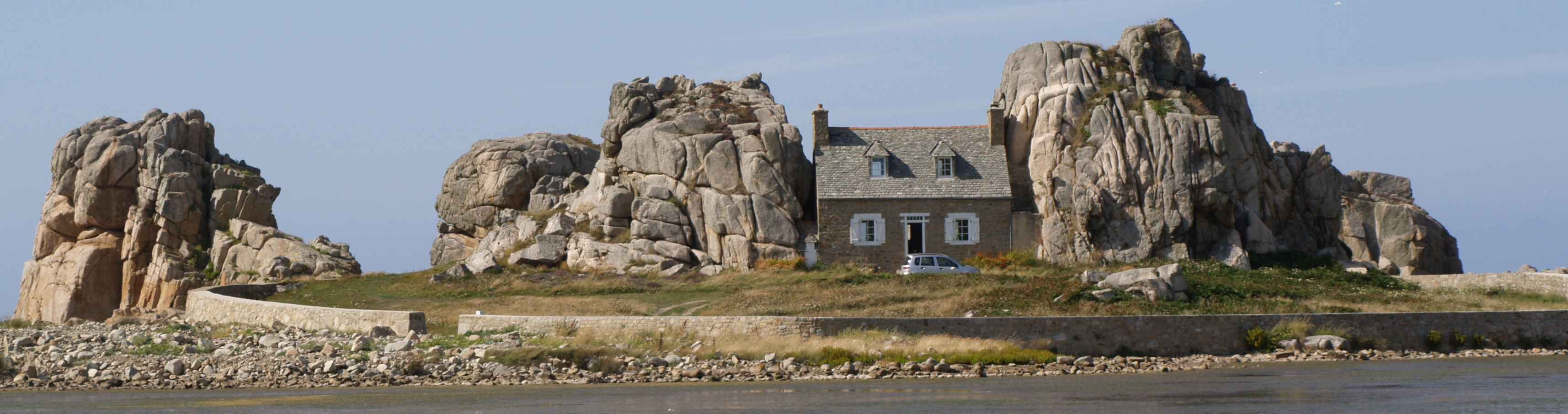
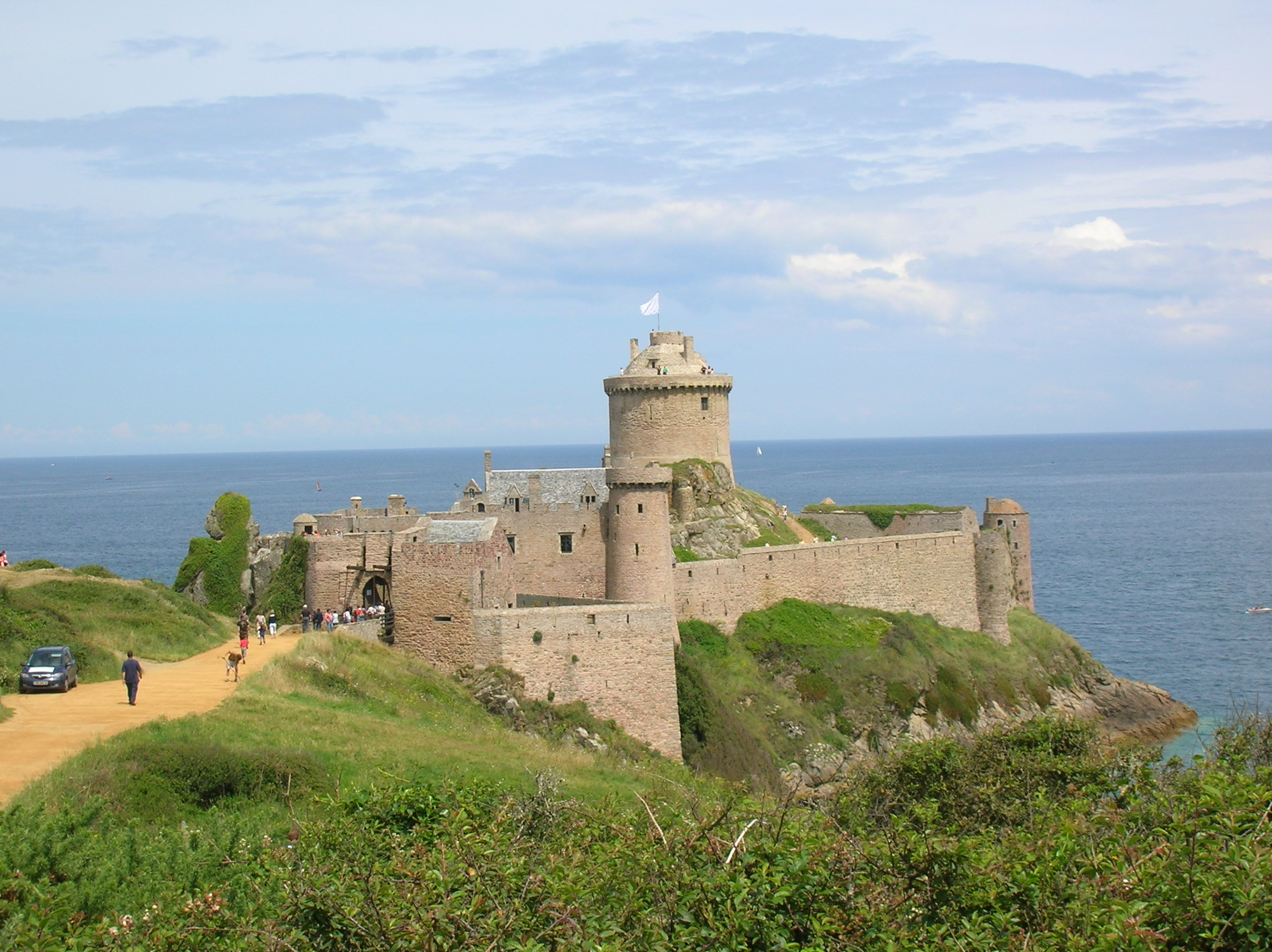
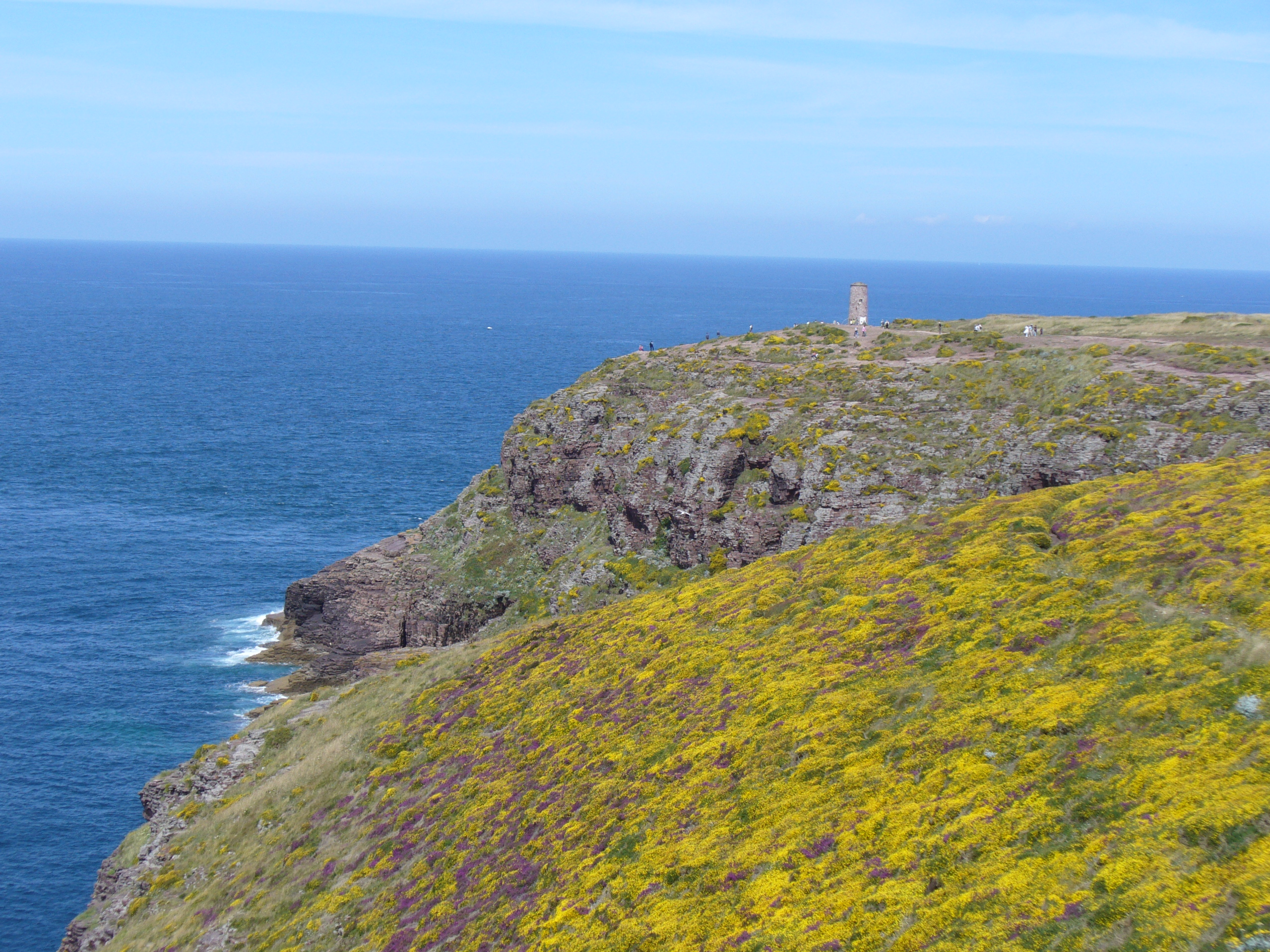

## أعلام
- جان فرانسوا بايلي
- شارل سينيوبوس
- يوكو تاني